# Lossy (La Sonnaz)
Lossy (toponimo francese) è una frazione del comune svizzero di La Sonnaz, nel Canton Friburgo (distretto della Sarine).

## Storia

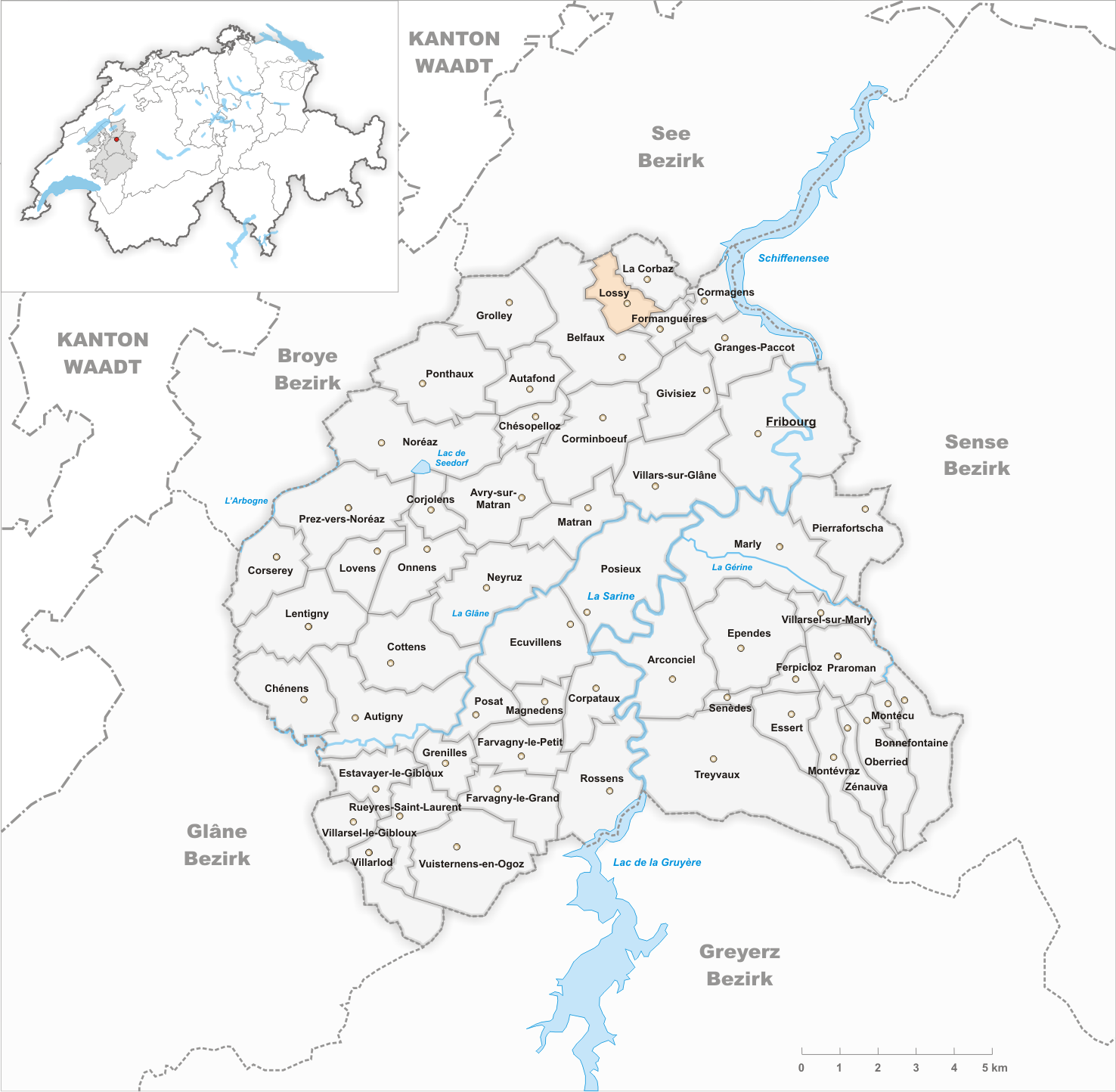
Il territorio del comune di Lossy prima degli accorpamenti comunali del 1982

Già comune autonomo, il 1º gennaio 1982 è stato accorpato all'altro comune soppresso di Formangueires per formare il nuovo comune di Lossy-Formangueires (del quale Lossy era il capoluogo), il quale a sua volta il 1º gennaio 2004 è stato accorpato agli altri comuni soppressi di Cormagens e La Corbaz per formare il nuovo comune di La Sonnaz, del quale Lossy è il capoluogo.

## Monumenti e luoghi d'interesse
- Cappella cattolica di San Giuseppe, eretta nel 1920[1].

## Società

### Evoluzione demografica
L'evoluzione demografica è riportata nella seguente tabella:
Abitanti censiti

## Amministrazione
Ogni famiglia originaria del luogo fa parte del comune patriziale che ha la responsabilità della manutenzione di ogni bene comune.